# IC 1722
IC 1722 је спирална галаксија у сазвјежђу Вајар која се налази на листи објеката дубоког неба у Индекс каталогу.
Деклинација објекта је - 34° 11' 17" а ректасцензија 1h 43m 2,7s. Привидна величина (магнитуда) објекта IC 1722 износи 13,9 а фотографска магнитуда 14,7. IC 1722 је још познат и под ознакама ESO 353-34, MCG -6-4-67, PGC 6319.